# Crawford (Familienname)
Crawford ist ein Familienname britischen und angloamerikanischen Ursprungs.

## Namensträger

### A
- Adair Crawford (1748–1795), schottisch-irischer Chemiker
- Alex Crawford (* 1963), britische Journalistin
- Alexander Erbrich-Crawford (* 1965), deutscher Posaunist und Arrangeur
- Ali Crawford (* 1991), schottischer Fußballspieler
- Andrew Crawford (1917–1994), schottischer Schauspieler
- Andrew M. Crawford (1852–1925), US-amerikanischer Jurist und Politiker
- Anne Crawford (1920–1956), britische Schauspielerin

### B
- Beverly Crawford (* 1963), US-amerikanische Gospelsängerin
- Billy Crawford (* 1982), philippinischer Sänger und Tänzer
- Bixie Crawford (1921–1988), US-amerikanische Jazzsängerin
- Bob Crawford (Fußballspieler) (Robert Crawford; † 1918), schottischer Fußballspieler
- Bob Crawford (Leichtathlet) (Robert Crawford; 1899–1970), US-amerikanischer Langstreckenläufer britischer Herkunft
- Bob Crawford (Eishockeyspieler) (Robert Remi Crawford; * 1959), kanadischer Eishockeyspieler
- Bobby Crawford (Robert Crawford; * 1960), US-amerikanischer Eishockeyspieler
- Brandon Crawford (1987), US-amerikanischer Baseballspieler
- Broderick Crawford (1911–1986), US-amerikanischer Schauspieler
- Bruce Crawford (* 1955), schottischer Politiker
- Bryce Crawford (1914–2011), US-amerikanischer Chemiker

### C
- Candace Crawford (* 1994), kanadische Skirennläuferin
- Caprice Crawford (* 1971), US-amerikanische Schauspielerin, Filmproduzentin und Talentsucherin
- Carl Crawford (* 1981), US-amerikanischer Baseballspieler
- Caroline Crawford (* 1949), US-amerikanische Sängerin und Schauspielerin
- Chace Crawford (* 1985), US-amerikanischer Schauspieler
- Chandra Crawford (* 1983), kanadische Skilangläuferin
- Cheryl Crawford (1902–1986), US-amerikanische Theaterregisseurin und Produzentin
- Chris Crawford (Spieleentwickler) (* 1950), 	US-amerikanischer Spieleentwickler
- Chris Crawford (Basketballspieler, 1975) (* 1975), US-amerikanischer Basketballspieler
- Chris Crawford (Basketballspieler, 1992) (* 1992), US-amerikanischer Basketballspieler
- Christopher Crawford (Tennisspieler) (1939–2012), US-amerikanischer Tennisspieler
- Christopher Crawford (Leichtathlet) (* 2001), Leichtathlet aus Trinidad und Tobago
- Christina Crawford (* 1939), US-amerikanische Schauspielerin und Autorin
- Cindy Crawford (* 1966), US-amerikanisches Model
- Cindy Crawford (Pornodarstellerin) (* 1980), US-amerikanische Pornodarstellerin
- Claudia Crawford (* 1966), deutsche Politikerin, siehe Claudia Nolte
- Clayne Crawford (* 1978), US-amerikanischer Schauspieler
- Coe I. Crawford (1858–1944), US-amerikanischer Politiker
- Corey Crawford (* 1984), kanadischer Eishockeytorwart

### D
- David Crawford (Fußballspieler) (1873–1937), schottischer Fußballspieler
- David Crawford (Schauspieler), US-amerikanischer Schauspieler
- David Crawford (Manager), australischer Wirtschaftsmanager
- Daz Crawford (* 1970), britischer Schauspieler
- Dean Crawford (1958–2023), kanadischer Ruderer

### E
- Ellen Crawford (* 1951), US-amerikanische Schauspielerin
- Emily Crawford (1831–1915), britische Journalistin
- Eusebius John Crawford (1917–2002), nordirischer Ordensgeistlicher, Bischof von Gizo, Salomonen

### F
- Fiona Crawford (Softballspielerin) (Fiona Hanes-Crawford; * 1977), australische Softballspielerin
- Fiona Crawford (Spezialeffektkünstlerin), Spezialeffektkünstlerin
- Flora Steiger-Crawford (1899–1991), Schweizer Architektin, Designerin und Bildhauerin
- Floyd Crawford (1928–2017), kanadischer Eishockeyspieler
- Francis Marion Crawford (1854–1909), US-amerikanischer Schriftsteller
- Frank Crawford (Footballtrainer) (1870–1963), US-amerikanischer American-Football-Trainer und Jurist
- Frank Crawford (Physiker) (1923–2003), US-amerikanischer Physiker
- Frank Linke-Crawford (1893–1918), österreichischer Jagdflieger
- Fred L. Crawford (1888–1957), US-amerikanischer Politiker

### G
- Gary Crawford (* 1957), US-amerikanischer Nordischer Kombinierer
- George Crawford (Senator) (1793–1870), kanadischer Politiker
- George A. Crawford (1827–1891), US-amerikanischer Herausgeber und Autor
- George Walker Crawford (1798–1872), US-amerikanischer Politiker
- Gina Crawford (* 1980), neuseeländische Triathletin
- Ginnie Crawford (* 1983), US-amerikanische Hürdenläuferin
- Guy Crawford (* 1979), neuseeländischer Triathlet

### H
- Hank Crawford (1934–2009), US-amerikanischer Saxophonist
- Harry Crawford (Politiker) (* 1952), US-amerikanischer Politiker
- Harry Crawford (Fußballspieler) (* 1991), englischer Fußballspieler
- Hasely Crawford (* 1950), Leichtathlet aus Trinidad und Tobago
- Henry Charles Crawford, eigentlicher Name von Shag Crawford (1916–2007), US-amerikanischer Baseballspieler
- Henry Clay Crawford (1856–1929), US-amerikanischer Politiker
- Henry Homewood Crawford (1850–1936), englischer Jurist
- Holly Crawford (* 1984), australische Snowboarderin
- Howard Marion-Crawford (1914–1969), britischer Schauspieler
- Hubie Crawford († 2007), US-amerikanischer Musiker

### I
- Isabella Valancy Crawford (1850–1887), kanadische Lyrikerin
- Ivo Fairbairn-Crawford (1884–1959), britischer Mittelstreckenläufer

### J
- Jack Crawford (Seefahrer) (1775–1831), britischer Seemann
- Jack Crawford (Tennisspieler) (1908–1991), australischer Tennisspieler
- Jack Crawford (Eishockeyspieler) (John Shea Crawford; 1916–1973), kanadischer Eishockeyspieler und -trainer
- Jack Crawford (Footballspieler) (* 1988), US-amerikanischer American-Football-Spieler
- Jack Crawford (Cricketspieler) (1886–1963), australischer Cricketspieler
- Jai Crawford (* 1983), australischer Radrennfahrer
- Jak Crawford (* 2005), US-amerikanischer Automobilrennfahrer
- Jamal Crawford (* 1980), US-amerikanischer Basketballspieler
- James Crawford (Musiker) (1934–2012), amerikanischer Musiker
- James Crawford (Jurist) (1948–2021), australischer Jurist
- James Crawford (Basketballspieler) (* 1960), US-amerikanischer Basketballspieler
- James Crawford (Skirennläufer) (* 1997), kanadischer Skirennläufer
- James Lindsay, 26. Earl of Crawford (1847–1913), englischer Astronom, Politiker, Büchersammler und Philatelist
- James Pyle Wickersham Crawford (1882–1939), US-amerikanischer Romanist und Hispanist
- Jim Crawford (1948–2002), britischer Autorennfahrer
- Jimmy Crawford (Schlagzeuger)  (eigentlich James Strickland, 1910–1980), US-amerikanischer Jazzschlagzeuger
- Jimmy Crawford (Fußballspieler) (James Cherrie Crawford; 1930–2012), schottischer Fußballspieler
- Jimmy Crawford (Rennfahrer) (1944–2007), US-amerikanischer Rennfahrer
- Joan Crawford (1905–1977), US-amerikanische Schauspielerin
- Joan Crawford (Basketballspielerin) (* 1937), US-amerikanische Basketballspielerin
- Jocques Crawford (* 1987), US-amerikanischer Footballspieler
- Joe Crawford (Basketballschiedsrichter) (* 1951), US-amerikanischer Basketballschiedsrichter
- Joe Crawford (Musiker) (* 1963), deutscher Musiker
- Joe Crawford (Basketballspieler) (* 1986), US-amerikanischer Basketballspieler
- Joel Crawford (Politiker) (1783–1858), US-amerikanischer Politiker
- Joel Crawford (Regisseur), US-amerikanischer Filmregisseur
- John Crawford (Schauspieler) (1920–2010), US-amerikanischer Schauspieler
- John Crawford (Ingenieur) (* um 1953), US-amerikanischer Computeringenieur
- John Crawford (Musiker) (* 1960), US-amerikanischer Musiker
- John Ernest Crawford (* 1946), US-amerikanischer Schauspieler, siehe Johnny Crawford
- John R. Crawford (1915–1976), US-amerikanischer Spieler
- John Shea Crawford (1916–1973), kanadischer Eishockeyspieler und -trainer, siehe Jack Crawford (Eishockeyspieler)
- John Willoughby Crawford (1817–1875), kanadischer Politiker
- John Grenfell Crawford (1910–1984), australischer Ökonom
- Johnny Crawford (1946–2021), US-amerikanischer Schauspieler
- Jordan Crawford (* 1988), US-amerikanischer Basketballspieler
- Judy Crawford (* 1951), kanadische Skirennläuferin

### K
- Kamie Crawford (* 1992), US-amerikanische Schauspielerin
- Kate Crawford (* 1974), australische Komponistin, Produzentin und Sozialwissenschaftlerin
- Kate Crawford (Triathletin) (* 1977), australische Triathletin

### L
- Lavell Crawford (* 1968), US-amerikanischer Komiker und Schauspieler
- Lawrence Crawford (1867–1951), schottischer Mathematiker
- Lilla Crawford (* 2001), US-amerikanische Schauspielerin

### M
- Marc Crawford (* 1961), kanadischer Eishockeyspieler und -trainer
- Marjorie Cox Crawford, australische Tennisspielerin
- Martin Jenkins Crawford (1820–1883), US-amerikanischer Politiker
- Mary Crawford (* 1947), australische Politikerin
- Matthew Crawford (* 1965), US-amerikanischer Philosoph
- Michael Crawford (* 1942), englischer Musicaldarsteller
- Michael H. Crawford (1939–2024), US-amerikanischer Anthropologe und Humanbiologe
- Michael Crawford (Historiker) (* 1939), britischer Althistoriker und Numismatiker

### N
- Neta Crawford (* 1961), US-amerikanische Politikwissenschaftlerin
- Nick Crawford (* 1990), kanadischer Eishockeyspieler
- Noah Crawford (* 1994), US-amerikanischer Schauspieler

### O
- Oliver Crawford (Drehbuchautor) (1917–2008), US-amerikanischer Drehbuchautor
- Oliver Crawford (Tennisspieler) (* 1999), US-amerikanisch-britischer Tennisspieler
- Osbert Crawford (1886–1957), britischer Archäologe

### P
- Paul Crawford (Jazzmusiker) (1925–1996), US-amerikanischer Musiker und Musikhistoriker
- Paul Crawford (Komponist) (* 1947), kanadischer Komponist, Organist und Musikpädagoge
- Paul Crawford (Literaturwissenschaftler) (* 1963), britischer Literaturwissenschaftler

### R
- Rachael Crawford (* 1969), kanadische Schauspielerin
- Ralston Crawford (1906–1978), kanadisch-amerikanischer Maler, Lithograf, Fotograf und Kunstpädagoge
- Randy Crawford (* 1952), US-amerikanische Sängerin
- Ray Crawford (Rennfahrer) (1915–1996), US-amerikanischer Rennfahrer
- Ray Crawford (Musiker) (1924–1997), US-amerikanischer Musiker
- Ray Crawford (Fußballspieler) (* 1936), englischer Fußballspieler
- Richard Crawford (Musikhistoriker) (1935–2024), US-amerikanischer Musikhistoriker
- Richard Crawford (Regisseur), britischer Theaterregisseur
- Rick Crawford (Rennfahrer) (* 1958), US-amerikanischer Rennfahrer
- Rick Crawford (Politiker) (* 1966), US-amerikanischer Politiker (Republikaner)
- Robbie Crawford (Fußballspieler, 1993) (* 1993), schottischer Fußballspieler (Glasgow Rangers)
- Robbie Crawford (Fußballspieler, 1994) (* 1994), schottischer Fußballspieler (Ayr United)
- Robert Crawford (Fußballspieler) (1886–1950), schottischer Fußballspieler
- Robert Crawford junior (* 1944), US-amerikanischer Schauspieler und Filmproduzent
- Robert Crawford (Filmeditor), US-amerikanischer Filmeditor
- Robert Crawford (Komponist) (1925–2012), schottischer Komponist
- Robert Crawford (Schriftsteller) (* 1959), schottischer Schriftsteller
- Robert Copland-Crawford (1852–1894), schottischer Soldat und Sportler
- Ronald Crawford (1936–2018), australischer Geher
- Rosanna Crawford (* 1988), kanadische Biathletin
- Rosetta Crawford (um 1900–nach 1939), US-amerikanische Bluessängerin
- Ruben Crawford (* 1989), deutscher Kampfsportler
- Rusty Crawford (1885–1971), kanadischer Eishockeyspieler
- Ruth Crawford Seeger (1901–1953), US-amerikanische Komponistin

### S
- Sam Crawford (1880–1968), US-amerikanischer Baseballspieler
- Samantha Crawford (* 1995), US-amerikanische Tennisspielerin
- Samuel Earl Crawford (1880–1968), US-amerikanischer Baseballspieler, siehe Sam Crawford
- Samuel J. Crawford (1835–1913), US-amerikanischer Politiker
- Seymour Crawford (1944–2018), irischer Politiker
- Shag Crawford (Henry Charles Crawford; 1916–2007), US-amerikanischer Baseballspieler
- Shannon Crawford (* 1963), kanadische Ruderin
- Shawn Crawford (* 1978), US-amerikanischer Leichtathlet
- Stevie Crawford (* 1974), schottischer Fußballspieler
- Stuart Crawford (* 1981), schottischer Squashspieler
- Susan Crawford (* 1965), US-amerikanische Juristin, Richterin am Obersten Gerichtshof von Wisconsin

### T
- Terence Crawford (* 1987), US-amerikanischer Boxer
- Thomas Crawford (1814–1857), US-amerikanischer Bildhauer
- Thomas Hartley Crawford (1786–1863), US-amerikanischer Politiker
- Thomas James Crawford (1877–1955), britisch-kanadischer Organist und Komponist
- Tommy F. Crawford (* 1949), pensionierter Generalmajor der US Air Force

### W
- Walt Crawford (* 1945), US-amerikanischer Bibliothekar
- William Crawford (Offizier) (1732–1782), US-amerikanischer Offizier und Geometer
- William Crawford (Politiker) (1760–1823), US-amerikanischer Politiker (Pennsylvania)
- William Crawford (Admiral) (1907–2003), britischer Vizeadmiral
- William Crawford (Schiedsrichter) (auch Ernest Crawford), englischer Fußballschiedsrichter
- William Harris Crawford (1772–1834), US-amerikanischer Politiker
- William L. Crawford (1911–1984), US-amerikanischer Verleger und Herausgeber
- William Sharman Crawford (1781–1861), irischer Politiker
- William T. Crawford (1856–1913), US-amerikanischer Politiker
- Willie Crawford (1946–2004), US-amerikanischer Baseballspieler

### Y
- Yunaika Crawford (* 1982), kubanische Hammerwerferin